# SDSS J122304.49+100705.0
SDSS J122304.49+100705.0 ist eine Galaxie im Sternbild Jungfrau auf der Ekliptik. Sie ist schätzungsweise 1,1 Milliarden Lichtjahre von der Milchstraße entfernt.
Im selben Himmelsareal befinden sich u. a. die Galaxien NGC 4320, IC 3236, IC 3240, IC 3255.